# 廷巴克圖戰鬥
廷巴克圖戰鬥（Battle of Timbuktu） 是一場發生於2013年3月20日至3月21日期間的戰鬥，馬利軍和伊斯蘭團體在廷巴克圖爆發衝突，另外還有法軍提供空襲協助。最終法馬聯軍取得勝利。

## 概況
2013年3月20日的晚間至3月21日，一群西非統一和聖戰運動（MOJWA）的伊斯蘭份子嘗試滲透入該城機場，並有一臺載著武裝份子的車輛意圖闖進城內，但被法馬聯軍逼退。
幾個小時過後，一名自殺炸彈客引爆炸彈，機場的爆炸亮光傳到廷巴克圖。這位自殺炸彈客偽裝成馬利軍隊，並將車輛靠近馬利軍後引爆，造成一人死亡，三人受傷。爆炸後，馬利和法國軍隊都作好戰鬥的準備。此時，一輛可疑車輛被法軍鎖定並開火，使得三人受傷，但這輛車其實是屬於馬利軍方。
戰鬥期間，法軍動用了兩架幻象2000D戰鬥機協助地面部隊，干擾伊斯蘭份子。機場的衝突在隔天凌晨四點後加劇，不過三個小時後宣告結束。
根據法軍說法，此次衝突的伊斯蘭份子約有五十名左右。